# Ahmed Adeeb Abdul Ghafoor
Ahmed Adeeb Abdul Ghafoor (en divehi : އަހުމަދު އަދީބު އަބްދުލް ޤަފޫރު), né le 11 avril 1982 à Malé, est un homme politique maldivien, vice-président de la République des Maldives de juillet à octobre 2015.

## Biographie

### Études et carrière professionnelle
Il commence sa carrière dans l'administration des douanes en 2001. Diplômé de l'université du Staffordshire en Angleterre en 2007, il obtient une maîtrise en administration des affaires à l'université Edith-Cowan de Perth, en Australie, en 2008. De retour dans son pays, il est élu trésorier, puis président, en 2011, de la Chambre de commerce et d'industrie des Maldives.

### Carrière politique
Membre du Parti progressiste des Maldives, dont il est vice-président à partir du 18 janvier 2013, il est nommé ministre du Tourisme le 7 février 2012 dans le gouvernement du président Mohammed Waheed Hassan. Le 17 novembre 2013, le nouveau président Abdulla Yameen lui confie le ministère du Tourisme, des Arts et de la Culture.
Le 22 juillet 2015, il est nommé vice-président de la République après la destitution par le Parlement de son prédécesseur, Mohammed Jameel Ahmed. Soupçonné d'être impliqué dans l'attentat contre le président Yameen, le 28 septembre 2015,, il est arrêté le 24 octobre suivant, avant d'être destitué par le Parlement le 5 novembre.

### Condamnation
Le 6 juin 2016, il est condamné à dix ans de prison pour « terrorisme », puis le 10 juin suivant, il est condamné cette fois-ci à quinze ans de prison pour son implication présumée dans l'attentat contre Yameen.
Le 2 février 2018, considérant sa condamnation comme « politiquement motivée », la Cour suprême décide de casser le jugement. Le 5 février, le président Abdulla Yameen Abdul Gayoom, refuse d'appliquer la décision, malgré la demande de l'ONU et fait remarquer que selon lui, la Cour suprême « n'est pas au-dessus des lois », puis assiège les bureaux de la Cour suprême, suspend le parlement, au sein duquel il vient de perdre la majorité après une autre décision de la Cour suprême ordonnant la réintégration des députés récemment passés dans l'opposition, limoge le chef de la police, fait arrêter son demi frère, l'ancien président Maumoon Abdul Gayoom, qui avait rejoint l'opposition en 2017, et décrète l'état d'urgence. Dans la soirée, il fait également arrêter deux juges de la Cour suprême, dont son président Abdulla Saeed, et Ali Hameed. Il justifie cela par une « conspiration » et un « coup d'État ». Nasheed appelle alors l'Inde et les États-Unis, à intervenir. Finalement, les trois juges de la Cour suprême restés en liberté décident d'annuler la décision. L'ONU dénonce alors une « attaque contre la démocratie ».
Il est condamné à vingt ans de prison le 6 octobre 2020, placé en résidence surveillée puis gracié par le président Ibrahim Mohamed Solih au dernier jour de sa présidence le 16 novembre 2023.